# Kopfball (Show)
Kopfball war ein wöchentliches Wissensformat, das von 1989 bis 2015 von der Wissenschaftsredaktion des WDR-Fernsehens zuletzt in Zusammenarbeit mit der Kölner Produktionsfirma VisualBridges produziert wurde. Im Laufe der Zeit wurde das Konzept der Sendung mehrmals verändert. Zuschauer konnten aus allen Bereichen von Wissenschaft, Technik und Natur Fragen stellen, die in der Sendung beantwortet wurden.
Die Sendung lief im Ersten (ARD).

## Geschichte

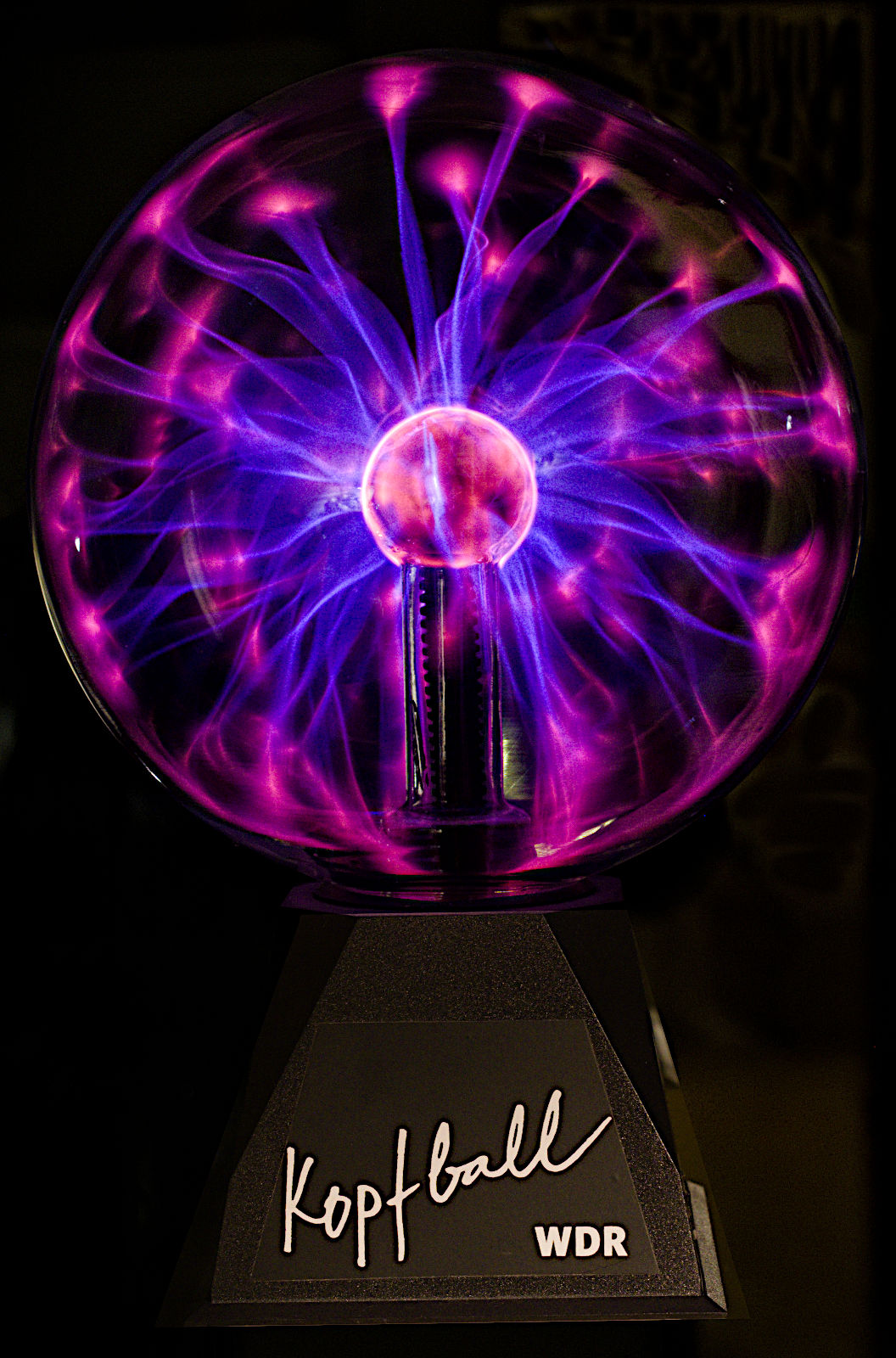
WDR-Kopfball Plasmakugel als Preis in den Sendungen für richtige Antworten

Die Sendung „Kopfball“ gab es beim WDR seit dem 24. September 1989. Damals konnten Zuschauer live in der Sendung anrufen und die von der Redaktion erdachten Fragen der Moderatorenpaare Barbara Weber und  Ranga Yogeshwar (1989–1990), Evi Seibert (1990–2003) und Helge Haas (1990–2006), sowie Ines Jacob (1990–2003) und Ranga Yogeshwar (1990–1999) beantworten. Später übernahm Karsten Schwanke (1999–2003) den Platz von Ranga Yogeshwar. 
Zu gewinnen gab es den „Kopfball“ – eine Plasmakugel. In den ersten beiden Jahren (1989–1990) haben auch Martina Eßer, Sven Kuntze und Cherno Jobatey die Sendung moderiert.
Zum 5. Oktober 2003 wurde das Kopfball-Konzept verändert: Zwei Kandidatenpaare beantworteten die Fragen, die Moderator Helge Haas stellte. Die damalige Titelmusik war ein Auszug aus dem Ballett Romeo und Julia von Sergei Prokofjew.
Seit dem 9. April 2006 erschien Kopfball in einem wiederum veränderten Format. Dabei wurde die Titelmusik durch eine von Jörg Schnabel komponierte abgelöst, die Ende 2007 durch eine von Uli Beck für Kopfball komponierte ersetzt wurde.
Ab 2010 beantworteten fünf Reporter (Ulrike Brandt-Bohne, Isabel Hecker, Adrian Pflug, Steffi Terhörst und Burkhardt Weiß) Fragen, die Zuschauer über das Kontaktformular auf der Kopfball-Website stellen oder per Post, Fax, E-Mail oder als Video einsenden konnten.
Am 30. Juni 2014 gab der Intendant des WDR, Tom Buhrow bekannt, dass die Sendung aus Kostengründen im Laufe des Jahres 2015 eingestellt wird. Am 11. Juli 2015 wurde die letzte Sendung ausgestrahlt. In den digitalen Kanälen der ARD wurden die Kopfball-Folgen bis zum Sendestart von One wiederholt. Die sendungsbegleitende Webseite kopfball.de wurde im Juni 2017 gelöscht. In der ARD-Mediathek waren einige Folgen und Beiträge noch längere Zeit abrufbar.

## Ausstrahlung
Die Ausstrahlung erfolgte erst sonntags um 11:00 Uhr, dann 10:25 Uhr und nochmals 11:00 Uhr; samstags, 11:30 Uhr. 

## Grundidee
Seit der Neukonzeption im April 2006 waren die eingesandten Fragen der Zuschauer die alleinige Grundlage der Sendung. Nachdem schon ab 2003 die Zuschauer nicht mehr als Quizkandidaten gefordert waren, Antworten auf gängige Alltagsphänomene zu finden, weil diese Aufgabe durch die Studiokandidaten übernommen wurde, klärten nunmehr die bis zu sechs Kopfball-Reporter die Anfragen der Zuschauer. Kopfball war also keine Quizsendung mit Gewinnmöglichkeit mehr, sondern recherchiert wissenschaftliche Fragen der Zuschauer und beantwortete sie auf unterschiedlichste Weise. Von der Straßenumfrage, über das Studioexperiment bis zum vorproduzierten Einspieler und der Expertenbefragung reichte das Spektrum der Sendung. Aus Gründen der Transparenz und der Nachvollziehbarkeit des Lösungsansatzes traten die Moderatoren dabei selbst oft als „unwissend“ auf. Sie erfüllten eine Stellvertreterfunktion für den Zuschauer: Sie stellten deren Fragen an einen Experten. Dieser leitete dann das Experiment und erklärte dessen Verlauf dem Moderator.

## Reporter
Die „Moderatoren“ des ursprünglichen Formats wurden 2006 durch „Reporter“ abgelöst, zunächst Klas Bömecke, Ulrike Brandt-Bohne, Isabel Hecker und Burkhardt Weiß. 2008 kam Steffi Terhörst neu hinzu und Klas Bömecke schied aus. Ab 2010 war Adrian Pflug dabei.

## Wissenswertes zur Sendung
- Der Name Kopfball ist ein Wortspiel, das an den Kopfball im Sport erinnert und gleichzeitig auf die Benutzung des Kopfes hindeutet. Er war 1979/80 schon einmal in Verwendung für ein anderes Format, das als Koproduktion der Sender NDR, RB und SFB allgemeine Alltagsfragen behandelte.[3]
- Das ursprüngliche Format der Sendung wurde von Ranga Yogeshwar mitentwickelt.
- Die Internetseite von Kopfball bot ein großes Archiv von Experimenten und Filmen. Seit Oktober 2003 konnte man die Filme der Sendung jederzeit als Stream im Internet sehen. Die jeweils 52 aktuellen Sendungen konnten ab April 2006 auch als Podcast heruntergeladen werden.
- Zu dem neuen Konzept ab 2006 gehörte auch ein neues Farbkonzept. Das seriöse getragene Grün-Blau der Sendung wurde durch die beiden Grundfarben Rot und Weiß ersetzt, die nach Auffassung des WDR Bezüge zu Absperrbändern an Baustellen und Warnsignalen herstellen und den Aktionscharakter der Sendung unterstreichen sollen.
- Seit der Neuausrichtung wurde der Studioanteil von Kopfball nach kurzen Intermezzi in der Technikzentrale des WDR-Studiogeländes in Bocklemünd und in einer gut 200 m² großen alten Elektrowerkstatt auf dem Gelände des Kraftwerks Goldenberg in Hürth-Knapsack nun in einem alten Gebäude in Köln-Porz produziert.
- Für die Besetzung der Rollen der Kopfball-Reporter führte der WDR ein Casting mit knapp 100 Bewerbern durch. Obwohl die Redaktion nach eigenem Bekunden dabei bewusst Neulingen eine Chance geben wollte, setzten sich neben den Fernseh-Newcomern Ulrike Brandt-Bohne, Isabel Hecker und Steffi Terhörst zwei Kandidaten durch, die Fernseherfahrung vorzuweisen hatten. Klas Bömecke war vor seiner Zeit bei Kopfball u. a. als Außenreporter für Galileo aktiv. Und Burkhardt Weiß war dem Kölner Publikum als Moderator („Konsolero“) des anarchischen Jugendmagazins Konsole auf dem Kölner Lokalsender center.tv bekannt.

## Spin-offs und Schwestersendungen
Zusätzlich zum sonntäglichen Kopfball wurde im Sommer 2007 unter dem Titel Kopfball extrem ein 45-minütiges Spin-off installiert. Es handelt sich dabei um eine Art Making-of der aufwendigsten Experimente des wöchentlichen Formates. Kann man hinter einem Kreuzfahrtschiff Wasserski fahren?, Allein in der Wüste, Unterwegs mit Crash-Test-Dummys und Hart am Wind hießen die Themen, die im Sommer 2007 dem Zuschauer einen Blick hinter die Kulissen der Kopfball-Produktion boten. Moderiert wurden die Sendungen von Kopfball-Reporter Klas Bömecke. Unterstützt wurde er dabei von Dirk Gion, der bei allen Stunts von Kopfball hinter den Kulissen die Fäden zog. Seit 2008 heißen diese Folgen Experimente am Limit.
Seit einigen Jahren werden Kopfball-Beiträge mit schulrelevanten Inhalten auch für das Schulfernsehen genutzt. Unter dem Titel „Kopfball bei Planet Schule“ sind bislang fünf Folgen von je einer Stunde Dauer mit Themen aus Physik, Chemie und Technik erstellt worden. Sie sind online abrufbar. Die Sendung mit dem Titel „Physik rund ums Auto“ wurde am 28. August 2010 auch auf SWR ausgestrahlt, die beiden anderen mit den Titeln „Explosionsgefahr – Alkohol und Autofahren“ und „Vom Rohöl zum Benzin – Strahlung – Kalt und warm – Antiker Brückenbau“ wurden am 28. und 29. Juni 2012 auf WDR erstmals ausgestrahlt.
Zehn bis fünfzehn Mal im Jahr bestand darüber hinaus auch noch die Chance, Kopfball live zu erleben. Unter dem Titel „Kopfball auf Tour – Die Experimente-Show“ traten jeweils zwei der Moderatoren über das Jahr verteilt bei Events wie der Langen Nacht der Wissenschaften oder anderen Kultur-Veranstaltungen mit einem wissenschaftlichen Live-Programm auf.
Redaktionell bestanden bei Kopfball offensichtlich enge Verflechtungen mit den Schwestermagazinen Quarks & Co, W wie Wissen und nano, was sich manchmal in gemeinsamen Beiträgen, Gastmoderationen oder der zeitnahen Wiederholung von Kopfball-Beiträgen in den anderen Sendungen zeigte.